# Vera Ermolaeva
Vera Michajlovna Ermolaeva (in russo Вера Михайловна Ермолаева?; Ključi, 2 novembre 1893 – Karaganda, 26 settembre 1937) è stata una pittrice, grafica e illustratrice russa, esponente dell'avanguardia russa.

## Biografia
Vera Ermolaeva nacque il 2 novembre 1893 nel villaggio di Ključi vicino alla città di Petrovsk nell'oblast' di Saratov, in Russia. Suo padre, Michail Sergevič Ermolaev era un proprietario terriero e presidente del consiglio della zemstvo dell'uezd. Sua madre, Anna Vladimirovna era baronessa di Ungern-Unkovskaja.

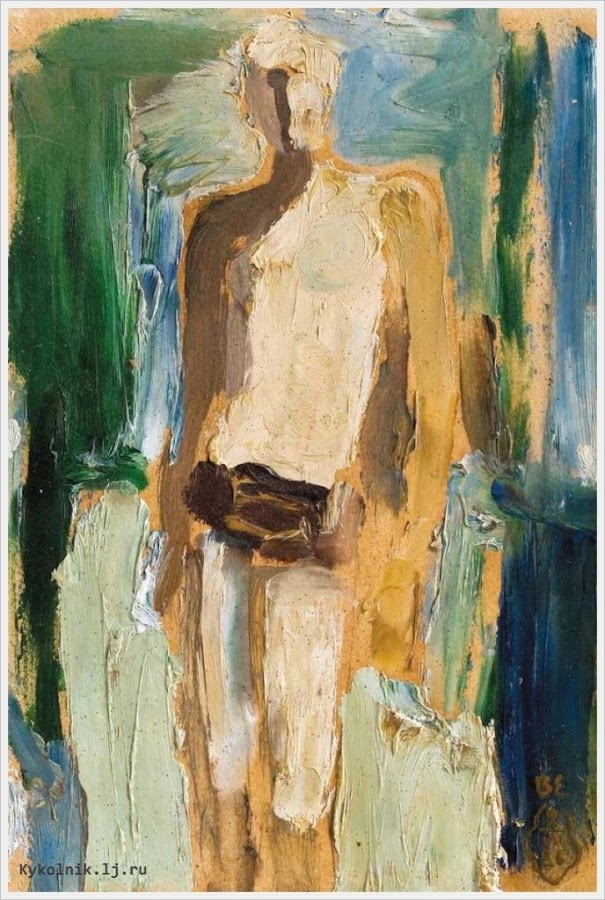
«Modella», Ermolaeva, 1926

Nella sua giovinezza, Vera Ermolaeva cadde da cavallo e questa caduta le provocò la paralisi delle gambe. Per tutta la vita dovrà camminare con le stampelle.
Ermolaeva ricevette una formazione nell'Europa occidentale. Frequentò una scuola laica a Parigi e poi un liceo a Losanna. Erano le sue condizioni di salute che richiedevano questi soggiorni all'estero, in cui era accompagnata dai genitori.
La famiglia fece ritorno in Russia nel 1904 e si stabilì a San Pietroburgo nel 1905. Il padre di Vera vendette le sue proprietà, fondò la cooperativa Трудовой союз (Trudovoj sojuz, "Unione del lavoro") e incominciò a lavorare alla redazione di una rivista di orientamento liberale Жизнь (Žizn', "Vita"). Morì nel 1911.
Nel 1910 Vera Ermolaeva concluse gli studi al liceo principessa Obolenska di San Pietroburgo e nel 1911 s'iscrisse all'atelier di Michail Bernštejn nella stessa città, ove incominciò a interessarsi al cubismo e al futurismo.
Nel 1915—1916 entrò nel circolo futurista Бескровное убийство (Beskrovnoe ubijstvo, "Assassinio senza spargimento di sangue") con Nikolaj Lapšin, uno dei fondatori della scuola russa di illustrazione. Il circolo pubblicava una rivista con lo stesso nome del circolo.
Accanto alla sua attività di pittrice, Vera Ermolaeva s'interessò alla storia e nel 1917 terminò gli studi all'Istituto archeologico di San Pietroburgo. Divenne ufficialmente membro delle società artistiche Свобода искусству (Svoboda iskusstvu, "Libertà per l'arte") e Искусство и революция (Iskusstvo i revoljucja, "Arte e rivoluzione").
Nel 1918 Vera Ermolaeva fece apparire al laboratorio di stampa Сегодня (Segodnja, "Oggi") una piccola tiratura di lubok e di libri illustrati confezionati quasi interamente a mano. Secondo gli esperti, fu la «prima esperienza di realizzazione di libri per l'infanzia concepita come un'impresa artistica globale». Ermolaeva realizzò altri tre libri nel laboratorio: Мышата (Myšata, "Topolini"), Петух (Petuch, "Il gallo") entrambi di Natan Vengrov e Пионеры (Pionery, "I pionieri") del poeta americano Walt Whitman. Le illustrazioni dei libri furono realizzate con l'aiuto di incisioni in linoleum, poi nella maggior parte dei casi dipinte a mano; anche il testo di alcuni libri fu tagliato dal linoleum. 

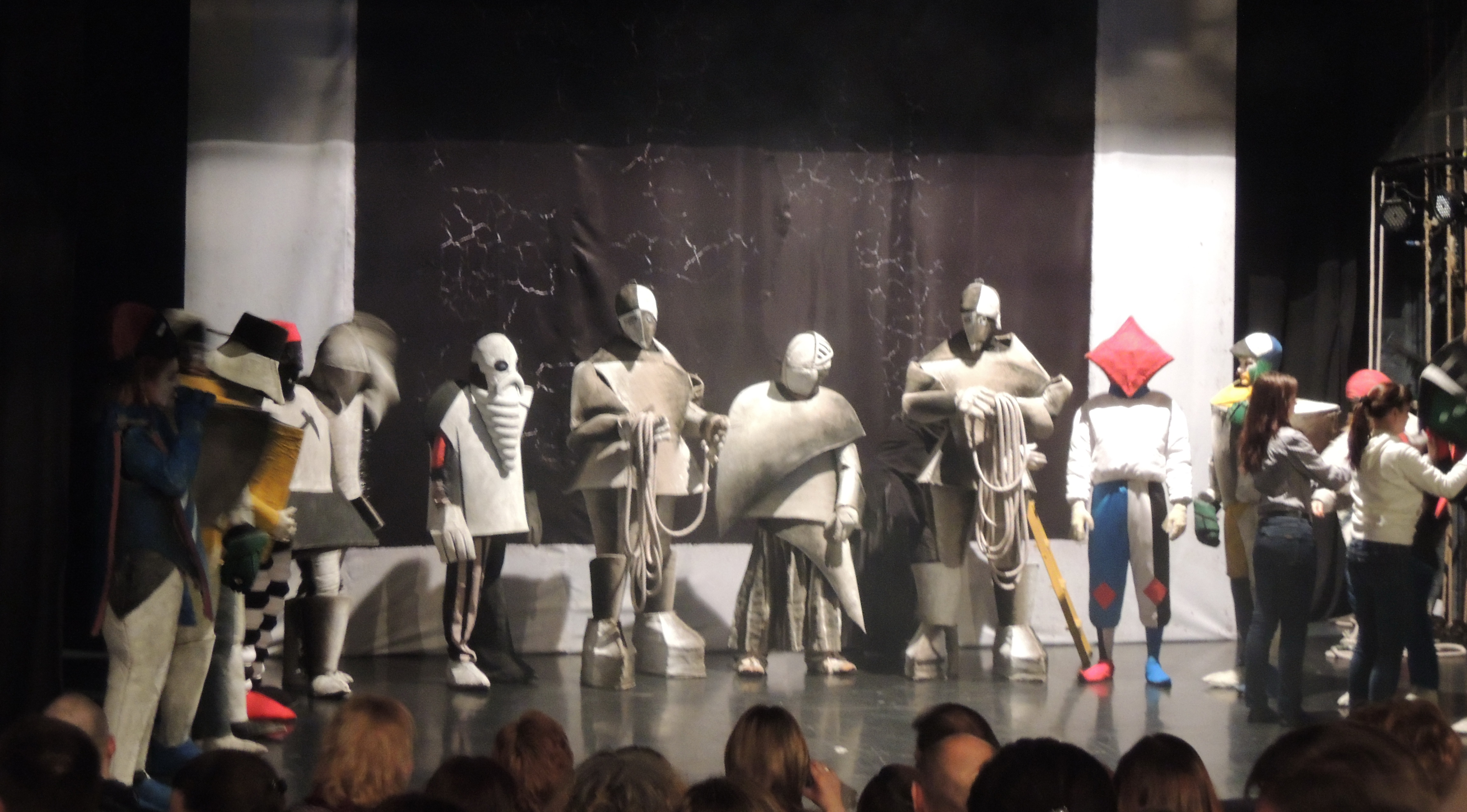
Vittoria sul Sole (Teatro di Stas Namin, Mosca, 2014)

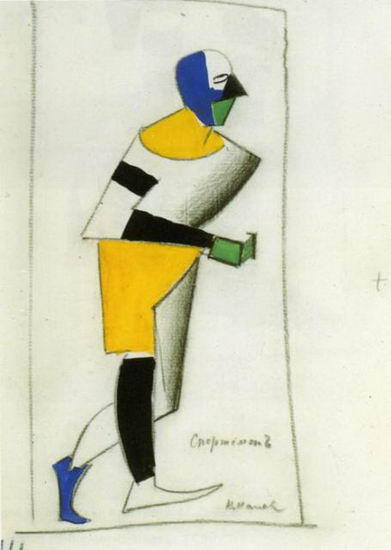
Schizzo del costume di Kazimir Malevič per "Vittoria sul Sole"

Dopo la rivoluzione Vera Ermolaeva s'iscrisse al concorso d'ingresso alla sezione di arti visive del Commissariato del popolo per l'istruzione. Si esibiva anche in teatro come attrice. Realizzò (con la sua tecnica di incisioni colorate) schizzi per le decorazioni dell'opera futurista Vittoria sul Sole sotto la guida di Kazimir Malevič (musica di Michail Matjušin, libretto di Aleksej Kručënych), messo in scena dai suprematisti dell'UNOVIS nel febbraio del 1920 a Vicebsk. Apassionata di teatro, realizzò anche le decorazioni e i costumi per il teatro comunale di Vicebsk. Esporrà questi schizzi di decorazioni a Berlino nel 1922.

## La scuola artistica di Vicebsk
Vera Ermolaeva fu inviata a Vicebsk all'inizio di aprile del 1919. Un giornale locale (Vitebskij Listok) menziona il suo nome e il suo arrivo in un articolo del 10 aprile. Aveva studiato a Pietrogrado e aveva lavorato al museo della capitale. Faceva parte della sezione del Sojuz Molodëži e aveva frequentato tutti i pittori dell'avanguardia. Alla Scuola artistica di Vicebsk, era stata scelta per sostituire il direttore Mstislav Dobužinskij. Quest'ultimo, che era stato appena nominato nel dicembre del 1918, lasciò la Scuola nel febbraio del 1919. Era Marc Chagall che ricopriva di fatto l'incarico di direttore al posto di Dobužinskij. Ermolaeva dunque non fece che assecondare Chagall, sostituendolo quando s'assentava. Di fatto divenne una vicedirettrice, che aiutava Chagall nell'amministrazione. Ma ella dirigeva allo stesso tempo un laboratorio e insegnava corsi di cubo-futurismo.
Alla metà del 1921 Marc Chagall, stanco dei contrasti con Malevič e con i poteri dei diversi organi politici e amministrativi, lasciò la scuole. Ermolaeva divenne rettrice, a fine 1921-inizio 1922..

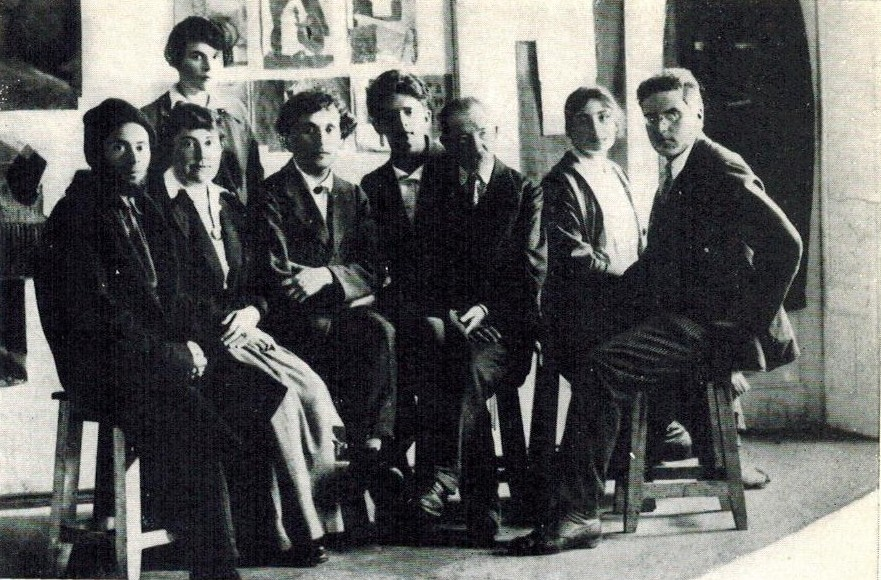
Professori dalla scuola popolare di belle arti. Vicebsk, 26 luglio 1919. Seduti da sinistra a destra : El Lissitzky, Vera Ermolaeva, Marc Chagall, David Jakerson, Judel' Pėn, Nina Kogan, Aleksandr Romm. In piedi uno studente.

Marc Chagall si era dedicato completamente alla missione di rendere l'arte accessibile a tutti. Era molto attaccato a Vicebsk et voleva allo stesso tempo fare qualcosa di buono per la sua città introducendola all'arte e alla cultura. Subì uno scacco, sia come artista poiché il suo stile fu messo in questione sia come rivoluzionario perché non riusciva a separare il suo ruolo di direttore dalla sua vita privata. Vera Ermolaeva perseguiva quest'impresa  di "civilizzazione" di Vicebsk con Malevič, condividendone lo stesso spirito in un misto di propaganda ed entusiasmo. Non è sbagliato parlare di una scuola artistica rivoluzionaria a Vicebsk fra il 1918 e il 1923.
La caratteristica primordiale di questa scuola aveva radici nell'appartenenza ebraica. A tutti i livelli. Da una parte gli artisti che sono vicini a questa scuola come Abram Brazer, Marc Chagall, Judel' Pėn e molti altri rivendicavano la loro appartenenza al popolo ebraico. D'altra parte Ermolaeva continua, come Chagall, a reclutare personale fra la popolazione ebraica. Questa maggioranza ebraica nelle schiere della scuola si deve al fatto che i bielorussi cristiani erano soprattutto operai e contadini, mentre gli ebrei s'interessavano al commercio, agli affari. Era qquindi più facile trovare fra di loro le competenze per la gestione e l'amministrazione di una scuola. Quanto agli allievi, un'inchiesta rivela che negli anni 1921-1922, il 75% degli allievi era ebreo.
Questa scuola era inoltre con la sua direttrice Vera Ermolaeva, le professoresse Evgenija Magaril e Nina Kogan, un baluardo dell'emancipazione della donna nella società russa grazie alla rivoluzione e al coinvolgimento delle donne nei movimenti sociali. Più di un terzo degli allievi era rappresentato da donne.
A Vicebsk, sotto l'influenza di Kazimir Malevič, da cui la Ermoleava era stata invitata a insegnare, la Ermolaeva è affascinata dall'arte astratta. Con lui, organizzò il gruppo UNOVIS con lo scopo di affermare la nuova arte: si caratterizza come un laboratorio sperimentale ove si discutevano i problemi dello sviluppo dell'arte e delle forme artistiche. Il gruppo diffonde anche le idee di Malevič sul suprematismo. Inventa degli slogan rivoluzionari come:
- Да здравствует супрематизм как план пути нашей творческой жизни! (Da zdravstvuet suprematizm kak plan puty našej tvorčeskoj žizn'!, "Salutiamo il suprematismo come piano del nostro percorso di vita artistica!")
- Да здравствует всемирный единый союз строителей новых форм жизни! (Da zdravstvuet vsemirnyj edinyj sojuz stroitelej novych form žizin,  "Salutiamo il sojuz unico mondiale fabbricatore di nuove forme di vita!")

L'UNOVIS divenne allo stesso tempo un centro dell'avanguardia artistica e un laboratorio per l'arte della propaganda.
I membri non volevano più essere «i latori eterni della saggezza degli antenati», ma i «creatori della loro propria vita», «i portatori e i portavoce dell'arte nuova in quanto creazione attuale dell'uomo di oggi, gli inventori degli accadimenti del mondo, gli araldi dell'arte che guida il mondo».
Nell'agosto del 1922 Vera Ermolaeva tornò a Pietrogrado, ove divenne direttrice di un laboratorio di orticoltura nell'ambito del GInChuK.
Lasciò Vicebsk senza essere riuscita a salvare l'istituto da una riforma inevitabile che mise fine aa predominio dell'arte di sinistra nell'insegnamento. Dopo la sua partenza il centro artistico ricade nell'oscurità, come risultato della politica culturale dello Stato sovietico che soffocava l'avanguardia.

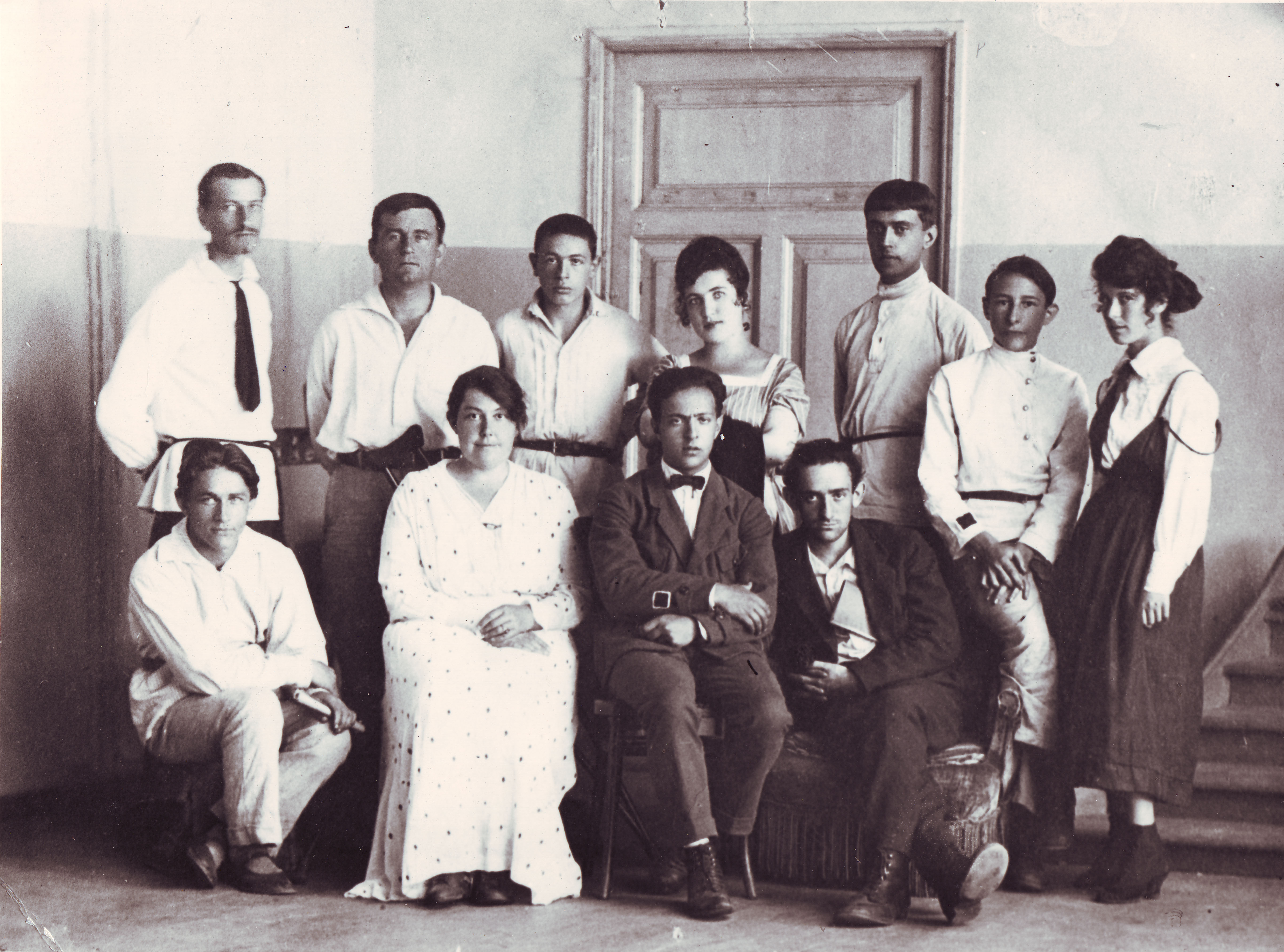
UNOVIS. giugno 1922. Vicebsk. In piedi (da sinistra a destra): Ivan Červinko, Kazimir Malevič, Efim Rojak, Anna Kagan, Nikolaj Suetin, Lev Judin, Evgenija Magaril. Seduti da sinistra a destra: Michail Veksler, Il'ja Čašnik, Lazar' Chidekel'.

 Vera Ermolaeva lavorava come pittrice, ma anche come grafica. Negli anni 1920 incominciò a illustrare libri come Топ-топ-топ (Top-top-top) di Nikolaj Aseev, Много зверей (Mnogo zverej, "Molte bestie") e Рыбаки (Rybaki, "Pescatori") di Aleksandr Vvedenskij, Поезд (Poezd, "Il treno") di Evgenij Švarc (1929), Иван Иваныч Самовар (Ivan Ivanyč Samovar) di Daniil Charms (1930) e molti altri libri. Illustrò anche une serie di fiabe di Ivan Krylov.
Alla fine degli anni 1920, collaborò con la riviste Воробей (Vorobej), Новый Робинзон (Novyj Robinson), Чиж (Čiž) e Ёж (Ëž).
Tenne anche dei cori e a partire dal 1931 ebbe come allieva Marija Kazanskaja.

## Condanna a morte
Nel 1929, con i pittori Vladimir Sterligov, Кonstantin Roždestvenskij, Lev Judin, Nikolaj Suetin, Hanna Lepors'ka, costituisce un "gruppo realista pittorico-plastico". Ermolaeva organizzava nel suo appartamento delle "riunioni del martedì" durante le quali avevano luogo delle presentazioni di opere d'arte, seguite da dibattiti. Non si trattava che di un gruppo ristretto, che non era passibile di denuncia nel periodo postrivoluzionario staliniano.
Il 25 dicembre 1934, Vera Ermolaeva fu arrestata con Vladimir Sterligov, Lev Gal'perin, Nina Kogan e Marija Kazanskaja, sua allieva (liberata nel marzo del 1935 e dichiarata non colpevole).
Il 29 marzo 1935, Vera Ermolaeva fu giudicata colpevole, per decisione del NKVD, in virtù degli articoli 58-10 e 58-11 del codice penale. Secondo i documenti processuali, Vera Ermolaeva è ritenuta responsabile «di attività antisovietiche, sotto forma di propaganda di idee e del tentativo di organizzare una cerchia composta di intellettuali antisovietici».
Per scontare la pena di tre anni di detenzione fu inviata nella prima sezione della terza divisione del campo di lavoro penitenziario (ITL) di Karaganda.
Una seconda condanna le fu inflitta il 20 settembre 1937 per decisione della trojka dell'NKVD sempre in virtù degli articoli 58-10 e 58-11 del codice penale. Fu condannata alla pena capitale mediante fucilazione.
Il 26 settembre 1937 Vera Ermolaeva fu fucilata nel campo di lavoro di Karaganda. Il 20 settembre 1989, più di 50 anni dopo, è stata riabilitata a titolo postumo.